# (429032) Sebvonhoerner
(429032) Sebvonhoerner est un astéroïde de la ceinture principale.

## Description
(429032) Sebvonhoerner est un astéroïde de la ceinture principale. Il fut découvert le 12 février 2009 à Calar Alto par Felix Hormuth. Il présente une orbite caractérisée par un demi-grand axe de 3,08 UA, une excentricité de 0,14 et une inclinaison de 10,1° par rapport à l'écliptique.